# Мациевский, Денис Евгеньевич
Дени́с Евге́ньевич Мацие́вский (род. 25 июня 1977, Москва) — русский живописец, рисовальщик, офортист.

## Биография

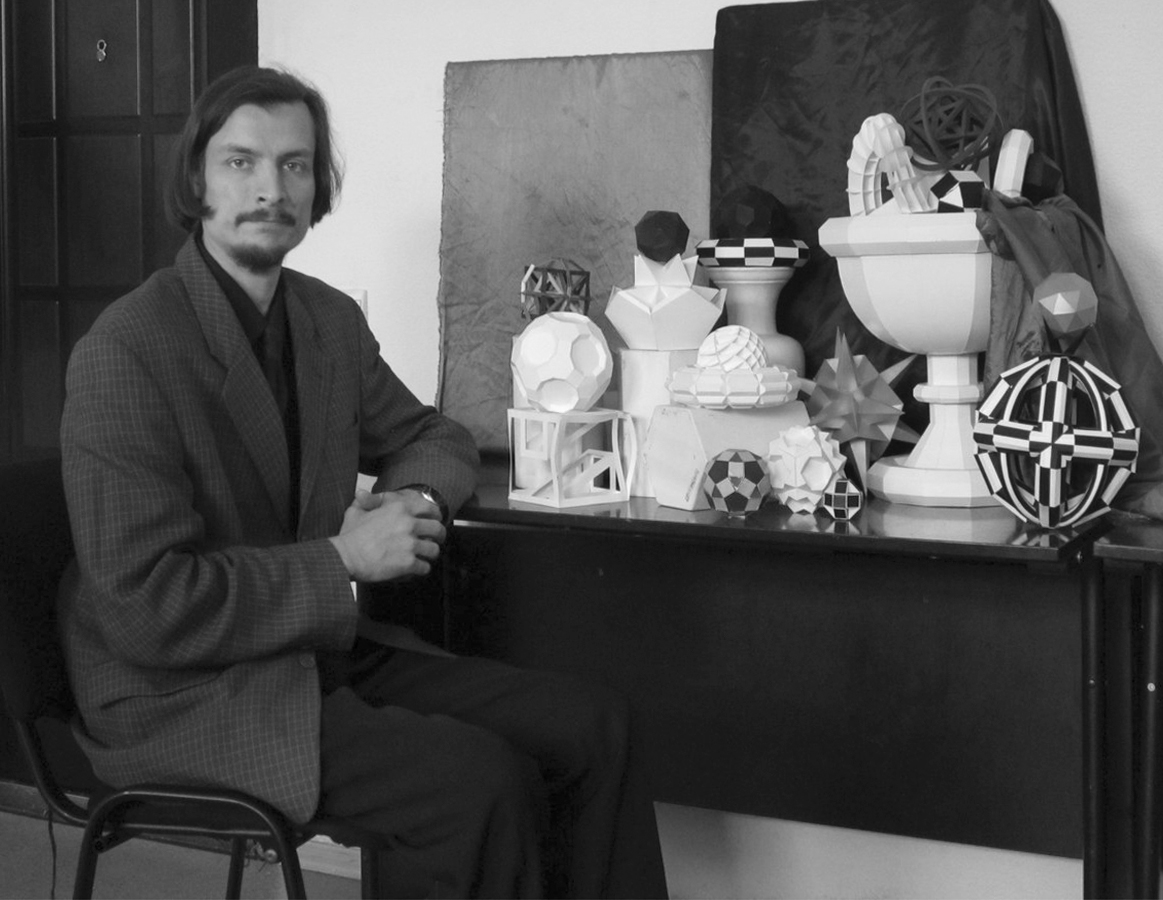
Денис Мациевский. 2013 г.

Искусство ставит перед собой мировоззренческие задачи. Философия является той базой, на которой строится само здание искусства. Следует упомянуть, что некоторые литераторы уподобляли искусство храму, который имеет несколько разных фасадов, так как мировосприятие многогранно.
Искусство апеллирует языком образов в отличие от науки, которая говорит языком формул и фактов. Но создаваемый художественный образ может быть невероятно глубоким и показывать явления куда более ярко, чем набор голых фактов или создание теоретических моделей.
Искусство обращается к миру души человека. Оно способно будоражить и волновать, настраивать людей на те, или иные действия. Искусство способно вести работу с человеческим сознанием.
Денис Мациевский родился 25 июня 1977 года в Москве, в семье известного художника Евгения Олеговича Мациевского. Первый офорт сделал в возрасте шести с половиной лет, правда, травление осуществлял его отец.
Тогда же в детстве, но несколько лет спустя, в руки ему попадается книга с репродукциями работ Паоло Уччелло и на долгие годы становится его любимой книгой.
Он срисовывает с неё целые фрагменты, однако в ту пору учиться рисунку не хочет и приступает к профессиональному обучению основам искусства достаточно поздно, всего лишь за два года до окончания школы, перед поступлением в институт. В институте он пытается экспериментировать с рисунком и живописью, подчас вместо поставленной академической задачи. Это создает определённые трудности в обучении. Однако на третьем курсе начинает заниматься офортом и тут же проявляет себя. В 1997 году Денис Мациевский награждён Второй премией мэрии Москвы за офорт «Дом Пашкова».
Художник неординарно подходит к решению изобразительного пространства. Таков «Спиральный цикл».
В этот период он проявляет наибольший интерес к религиозно-духовной тематике, однако трактует её в достаточно необычном виде. Своим сознанием он проникает в ранне-христианские времена, но при этом остро видит и чувствует проблемы современности. В результате он начинает писать картины без конкретных исторических персонажей, стараясь создать ощущение вневременности. Так рождается «Византийская сюита».
Чувствуя остроту проблем современности, человек должен находиться перед лицом Вечности. Таков основной лейтмотив многих работ Дениса Мациевского, таких как «Материя разрушается, истина остается», «Одно лишь время наше».
К вопросам художественной формы он подчас подходит как теоретик и исследователь.
Начиная с 2011 года Денис Мациевский проявляет интерес к нахождению связей науки и искусства. Создаются произведения с многогранниками.
Закончил Московскую государственную художественно-промышленную академию им. С. Г. Строганова в 2000 г.
Член Московского Союза художников (с 2000 г.).
Член Союза дизайнеров Москвы (с 2000 г.).
Участник коллективных выставок в Москве, Санкт-Петербурге, Харькове, Лондоне, Берлине, Париже, Нью-Йорке.
Персональная выставка «От спирали к пространству» проходила в галерее «Ходынка» в 2005 г.
Персональная выставка «Пространство С» проходила в Государственном музее В. В. Маяковского в 2005 г.
Персональная выставка «Пространство времен» проходила в залах Государственного музея А. С. Пушкина в 2008 г.
Участник выставки «Взгляд сквозь время»(совместно с Е. О. Мациевским) в Художественном музее им. В. С. Сорокина — Доме Мастера в Липецке, 2009 г.
В марте 2011 года представляет свои работы (совместно с Е. О. Мациевским) на выставке «Галерея времени» в московской галерее «Винсент».
Его работы посвящены философским, мировоззренческим проблемам, истории, литературе, дипломатии, международным культурным связям.

## Награды
Красота упругой линии, своеобразная привлекательность рваного, растравленного штриха, контрастность четкой сетки и бархат сухой иглы. Лиричность тонких, прозрачных штрихов, выполненных легким травлением, переливающаяся тональными оттенками фактура, выполненная рулеткой, загадочный туман затяжки. Филигранный подход к отделке и возможность декоративного решения плоскостей. Удивительная глубина, прозрачность, мелодичность и, с другой стороны, насыщенность и динамика.
И все это — офорт. Он соединяет в себе практически все художественные возможности графического искусства. Сам автор только в технической работе выступает и в роли ученого исследователя, в очередной раз, соотнося температуру воздуха с длительностью погружения металла в кислоту, и в роли ювелира, срезая шабером барбу и полируя офортную доску, механика, определяя при всякой ситуации должное давление в станке.
Художник обрабатывает доску, как крестьянин ниву, ведет даже некоторую борьбу с металлом, подчиняя творческому замыслу, сопротивляющийся материал. Металлическая пластина буквально воспринимает все творческие устремления и даже, порой, внутренние переживания автора.
- Лауреат 2-й премии, учреждённой Московским Фондом Культуры, 1997 г.
- Лауреат конкурса-выставки «Пётр I — Россия-Англия», организованной фондом «Russian art’s help» и проведённой в Москве и Лондоне, 1998 г.
- Лауреат конкурса-выставки «Пушкин и Байрон», организованной фондом «Russian art’s help» и проведённой в Москве и Лондоне, 1999 г.
- Благодарственное письмо Дипломатической Академии МИД Российской Федерации, 2001, 2005.
- Диплом Министерства культуры Российской Федерации, 2002 г.
- Премия им. Игнатия Нивинского, 2003 г.
- Диплом Российской академии художеств, 2007 г.
- Лауреат Международного творческого конкурса графики, 2008 г.
- Медаль Московской организации Союза художников: «За заслуги в развитии изобразительного искусства», 2009 г.

Пишет статьи для журнала «Художественный совет»:
1. «Технология офорта» № 5(27), 2002
2. «Организация изобразительной плоскости» № 2(36), 2004
3. «Создание вольной копии» № 6(40), 2004
4. «Создание пространства на плоскости» № 6(46), 2005
5. «Пространство и его осознание» № 6(52), 2006
6. «Особенности смешанной техники в графике» № 6(58), 2007
7. «Создание серии и возможности вариации» № 1(71), 2010
8. «Динамика и чередование „пустот“ и насыщенных частей произведения» № 5-6(86), 2012

В статьях рассказывается о работе художника над глобальными творческими задачами.
Произведения художника находятся в собрании Государственного центрального музея современной истории России, Музее истории города Москвы, Государственном музее А. С. Пушкина, в частных коллекциях в России, Великобритании, США, Италии.

## Некоторые произведения

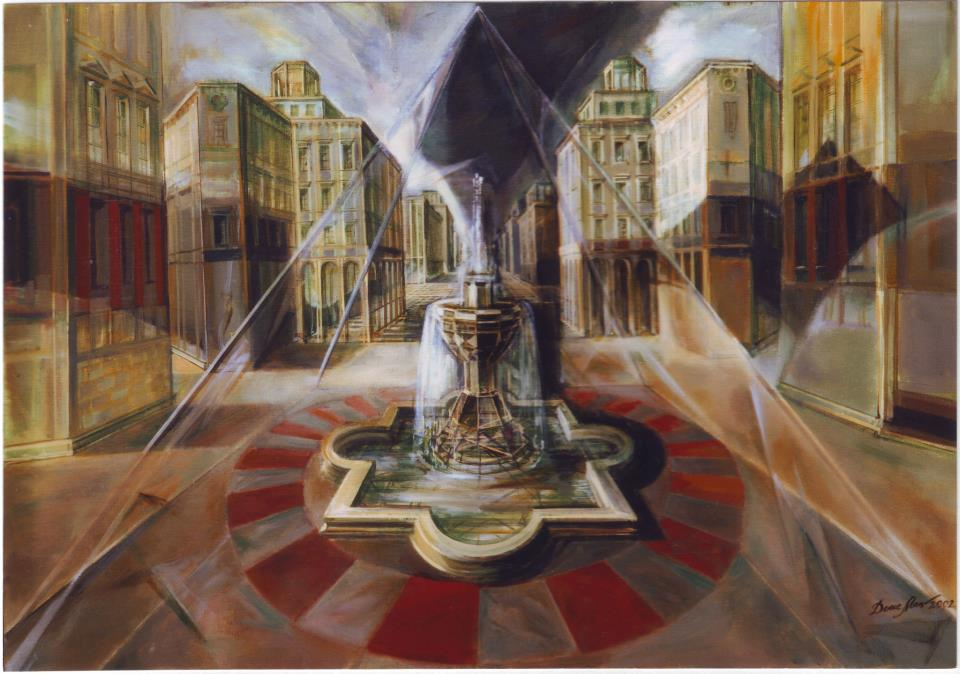
Концентрация энергии. Холст, масло, 70x100, 2002 г. Частное собрание
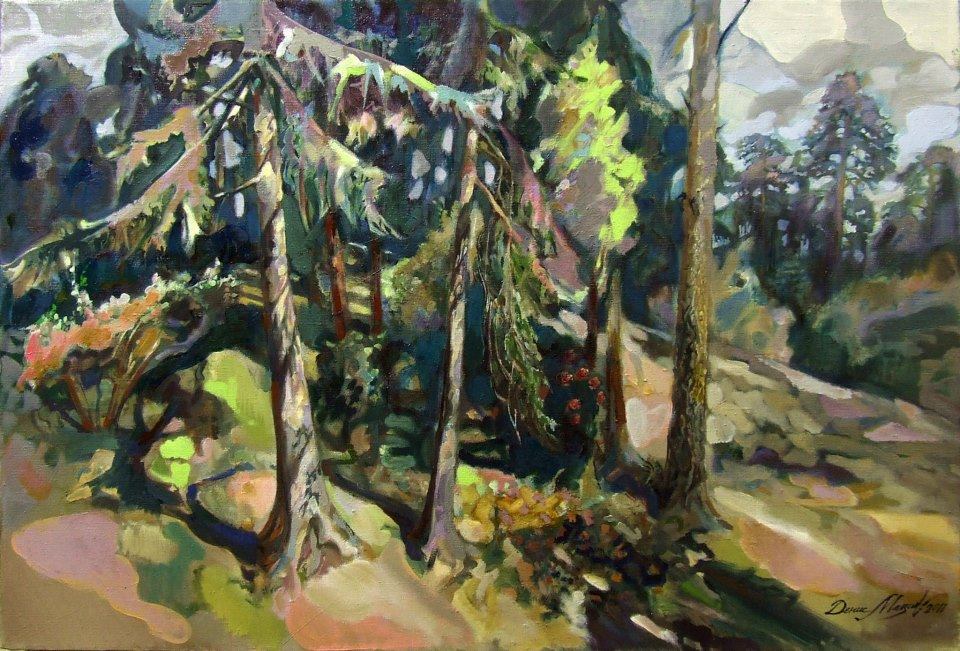
В лучах вечернего солнца. Холст, масло. 2011 г.
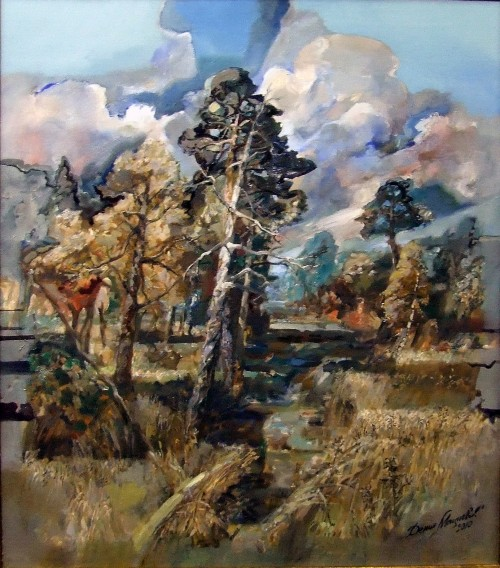
Северный ветер. Холст, масло.
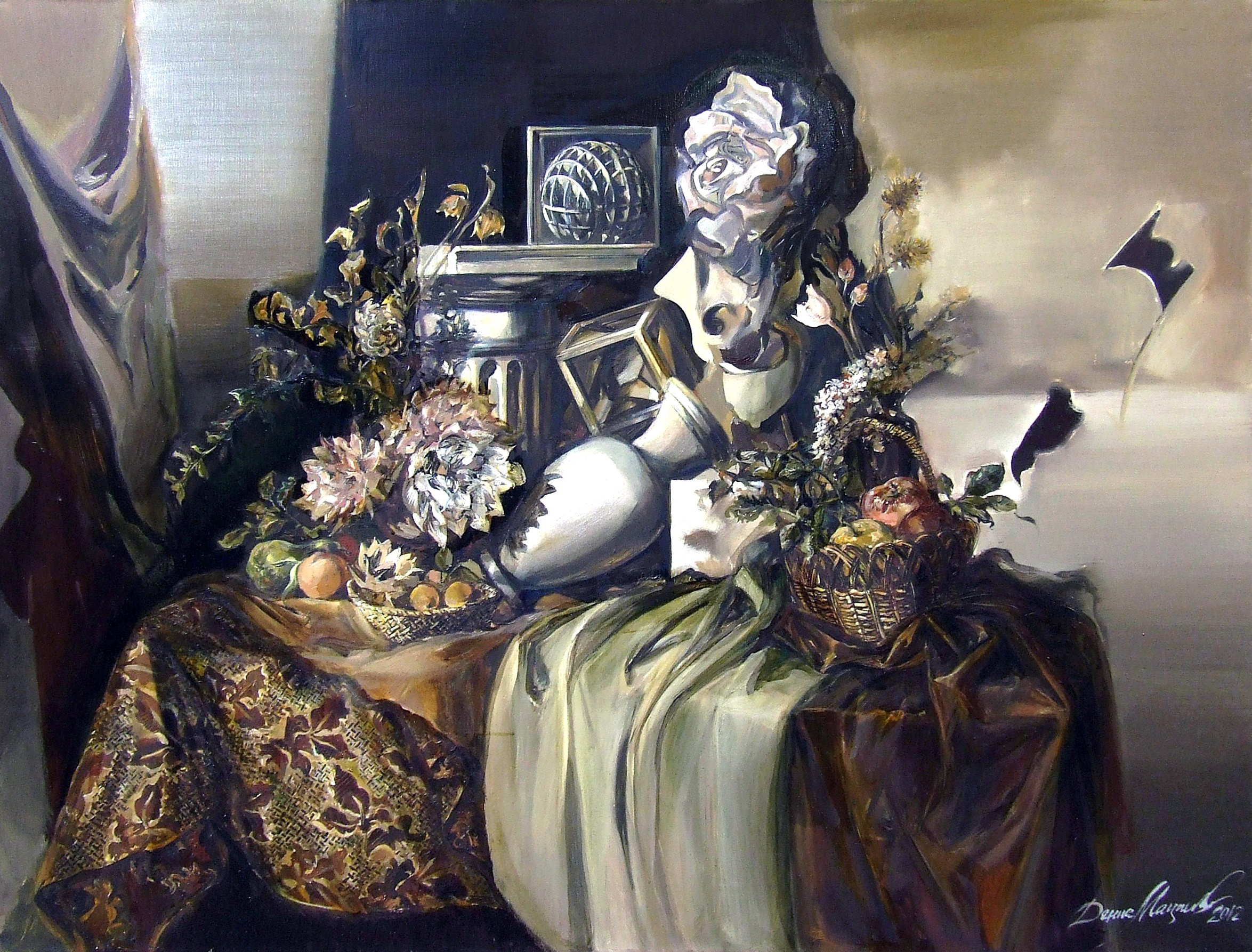
Натюрморт с цветком-спиралью. Холст, масло. 2012 г.
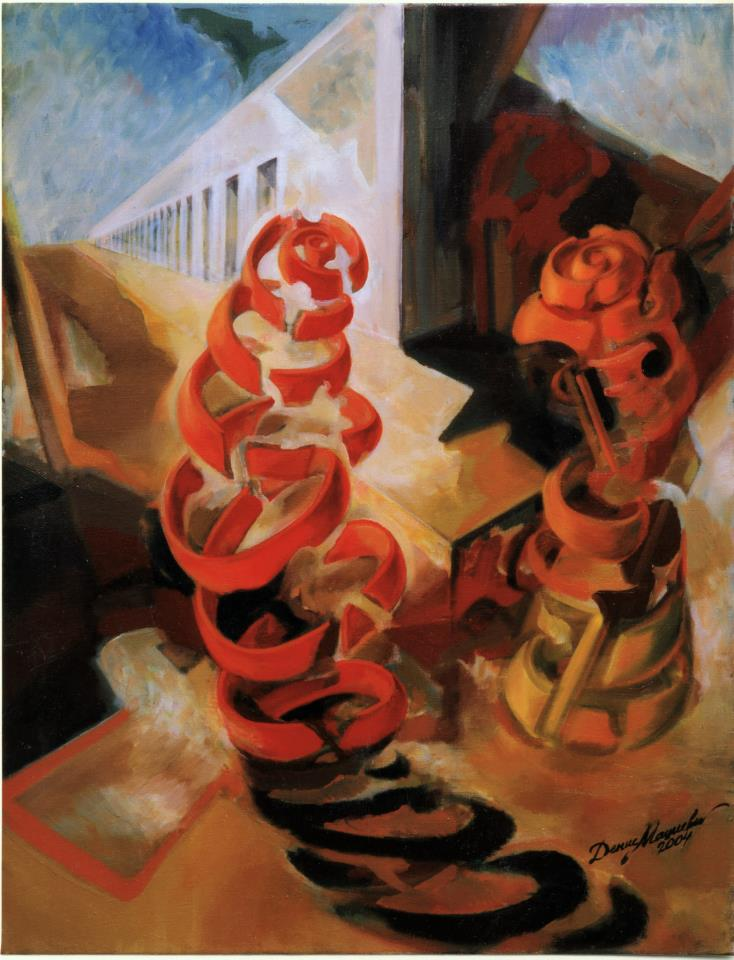
Трансформация природы. Холст, масло. 2004 г.
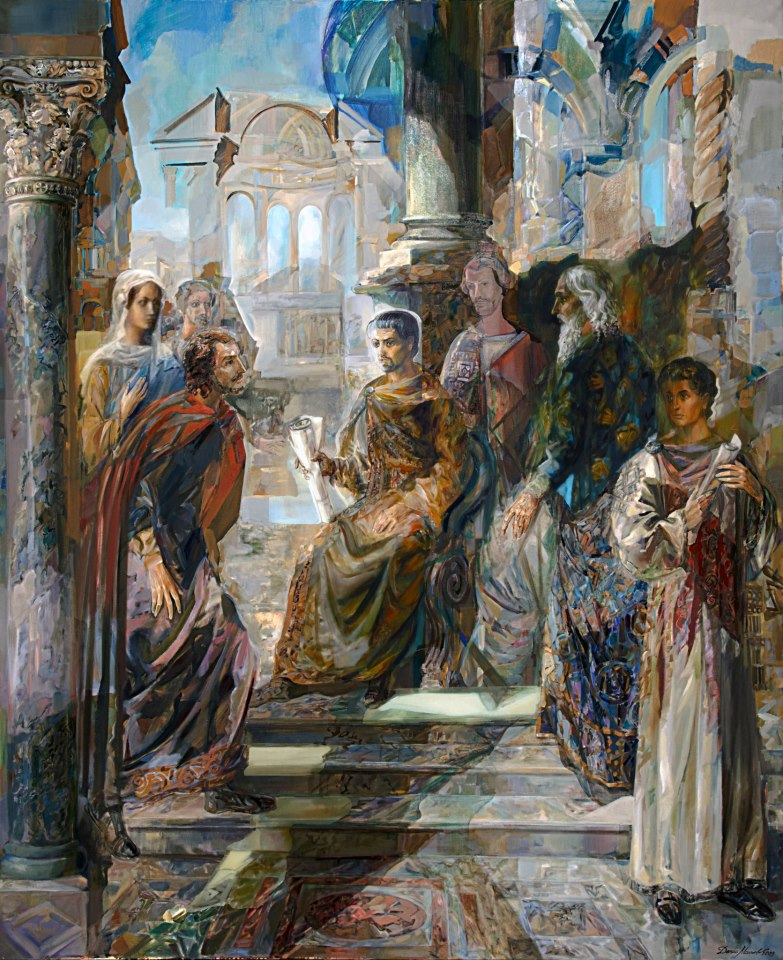
Укрепление в истине.
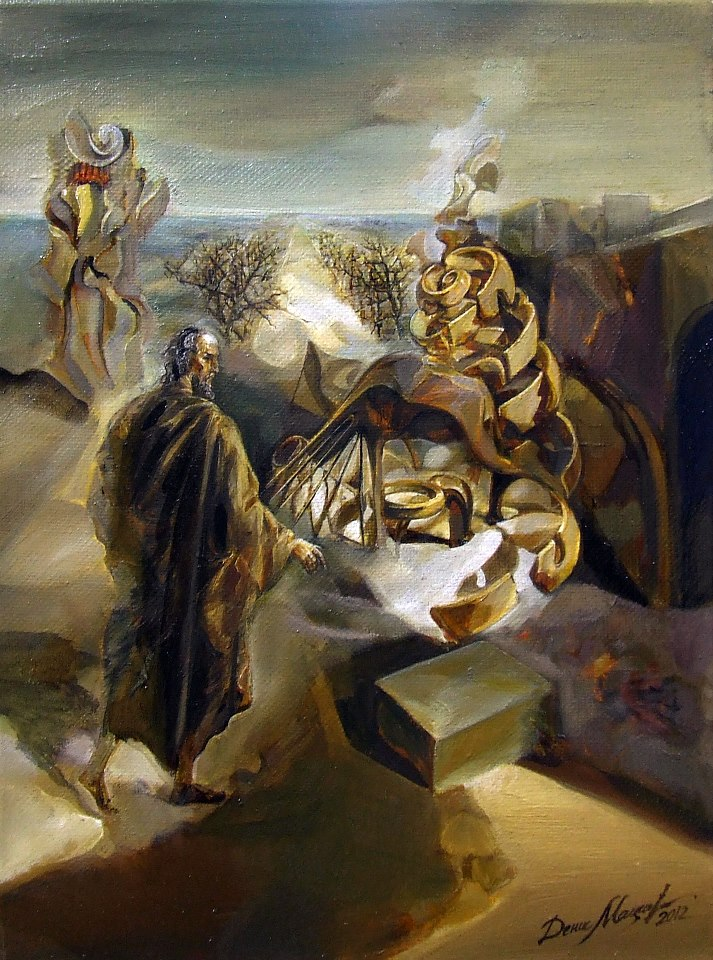
Философский путь. Холст, масло. 2012 г. Частное собрание
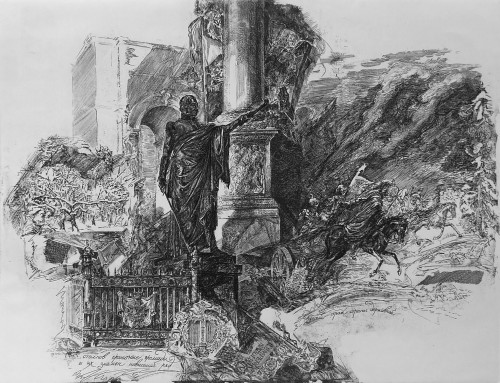
Покой и воля. Офорт, 49х65, 2011 г. Государственный музей А. С. Пушкина
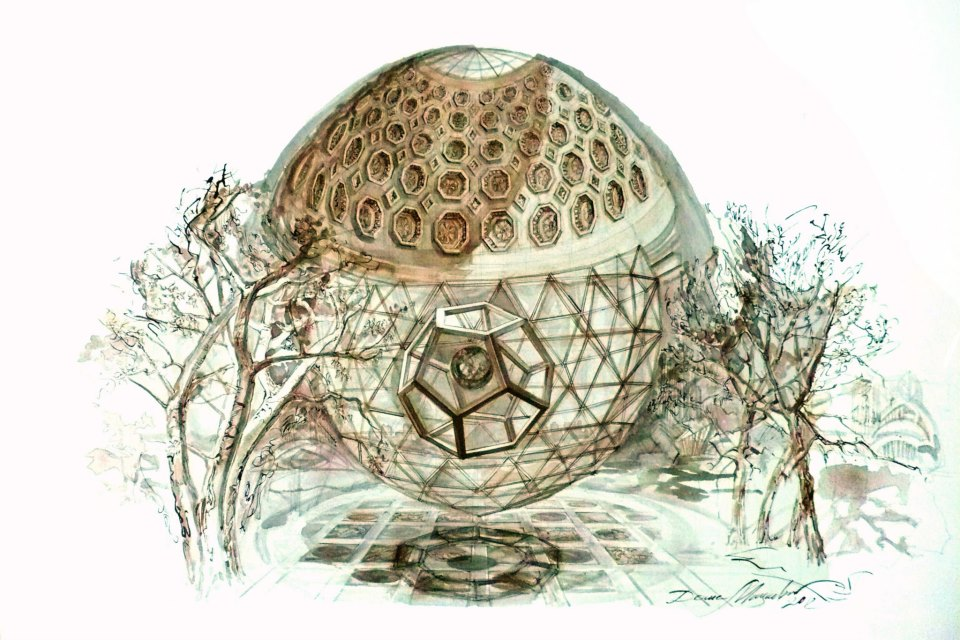
Непостоянство размышлений. 2012 г. Сепия.
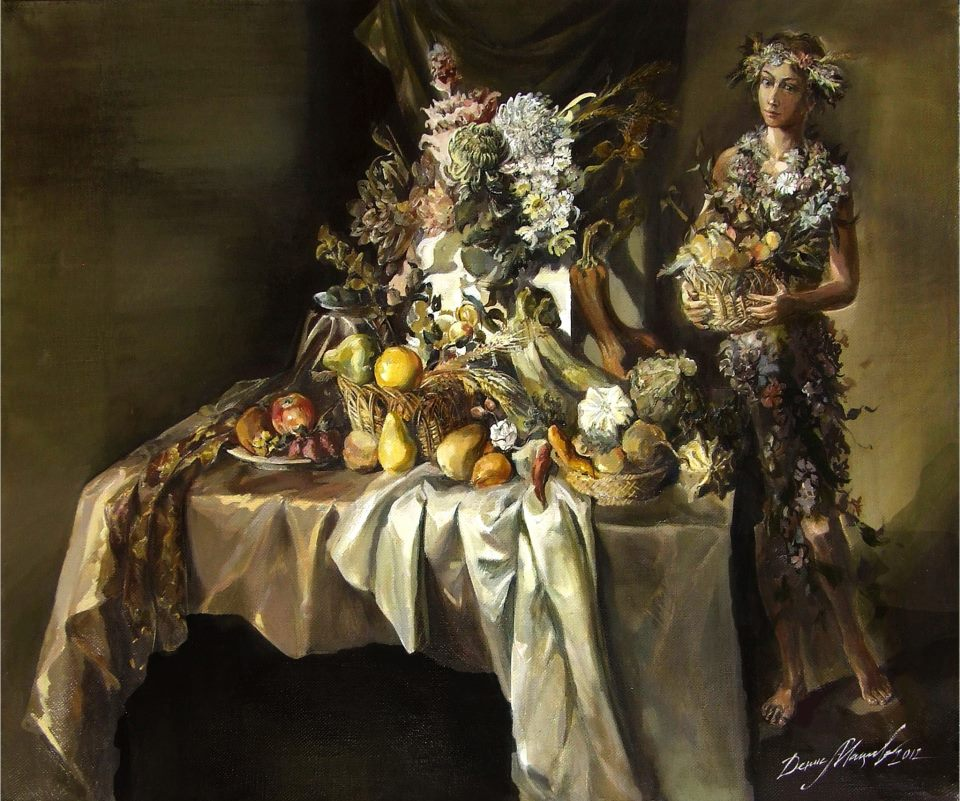
Изобилие плодов земных. 2012 г. Холст, масло, 80х100.
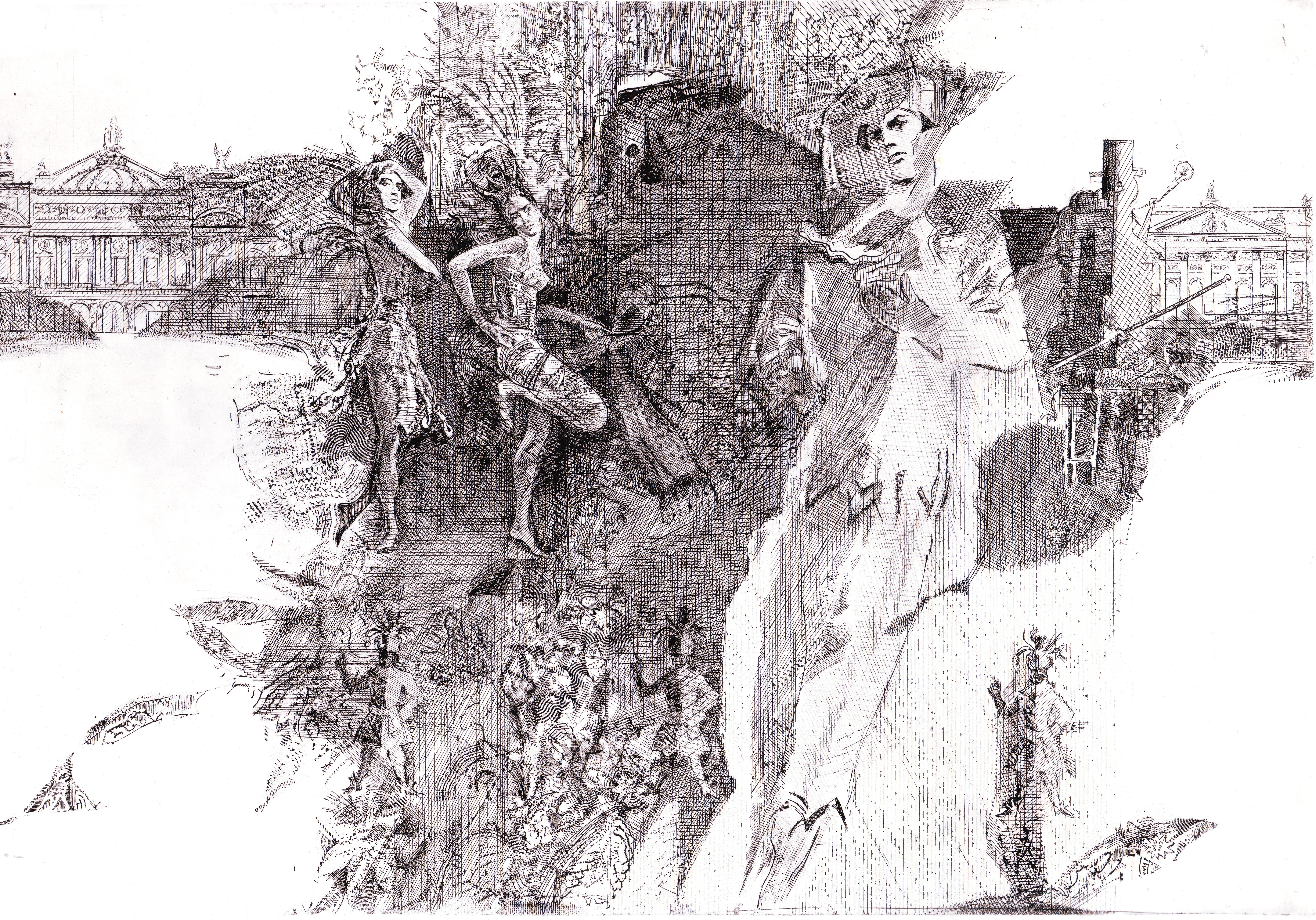
Триумф русского балета. Офорт, 35х50, 2000 г. Государственный музей современной истории России
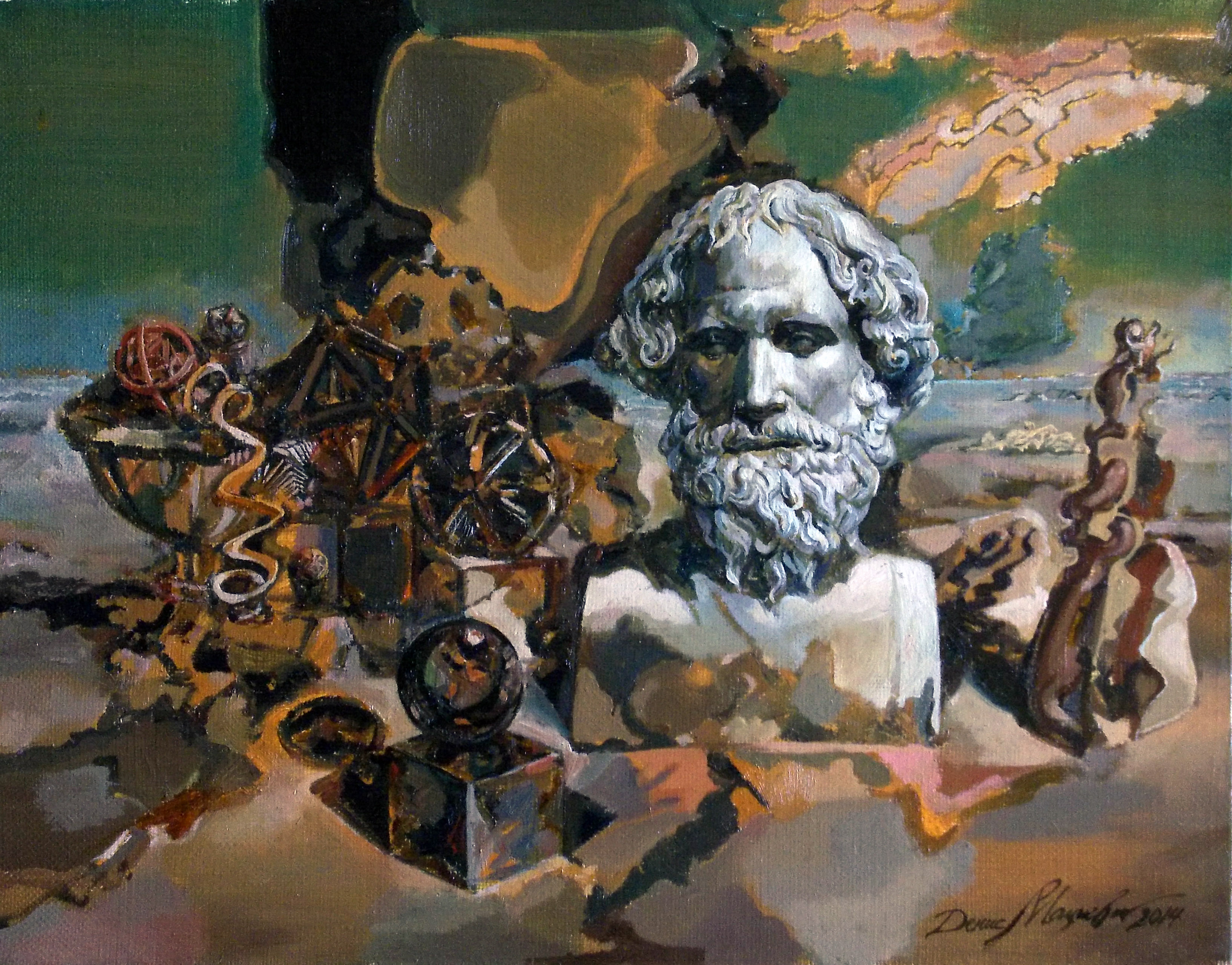
Рассуждение о логике и интуиции. Холст, масло, 35х45, 2014 г.
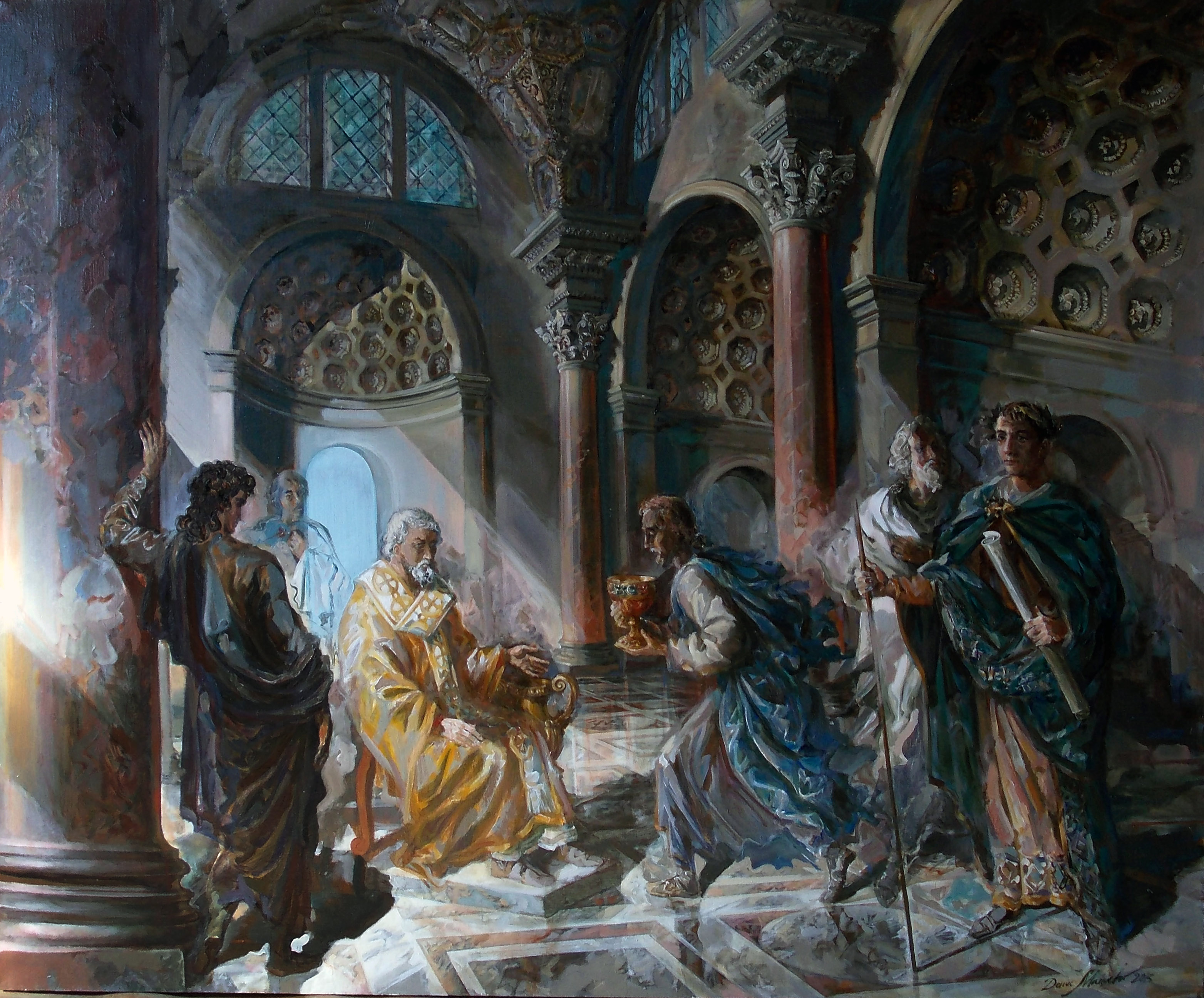
Дарение Чаши храму. Холст, масло, 100х120. 2013 г.
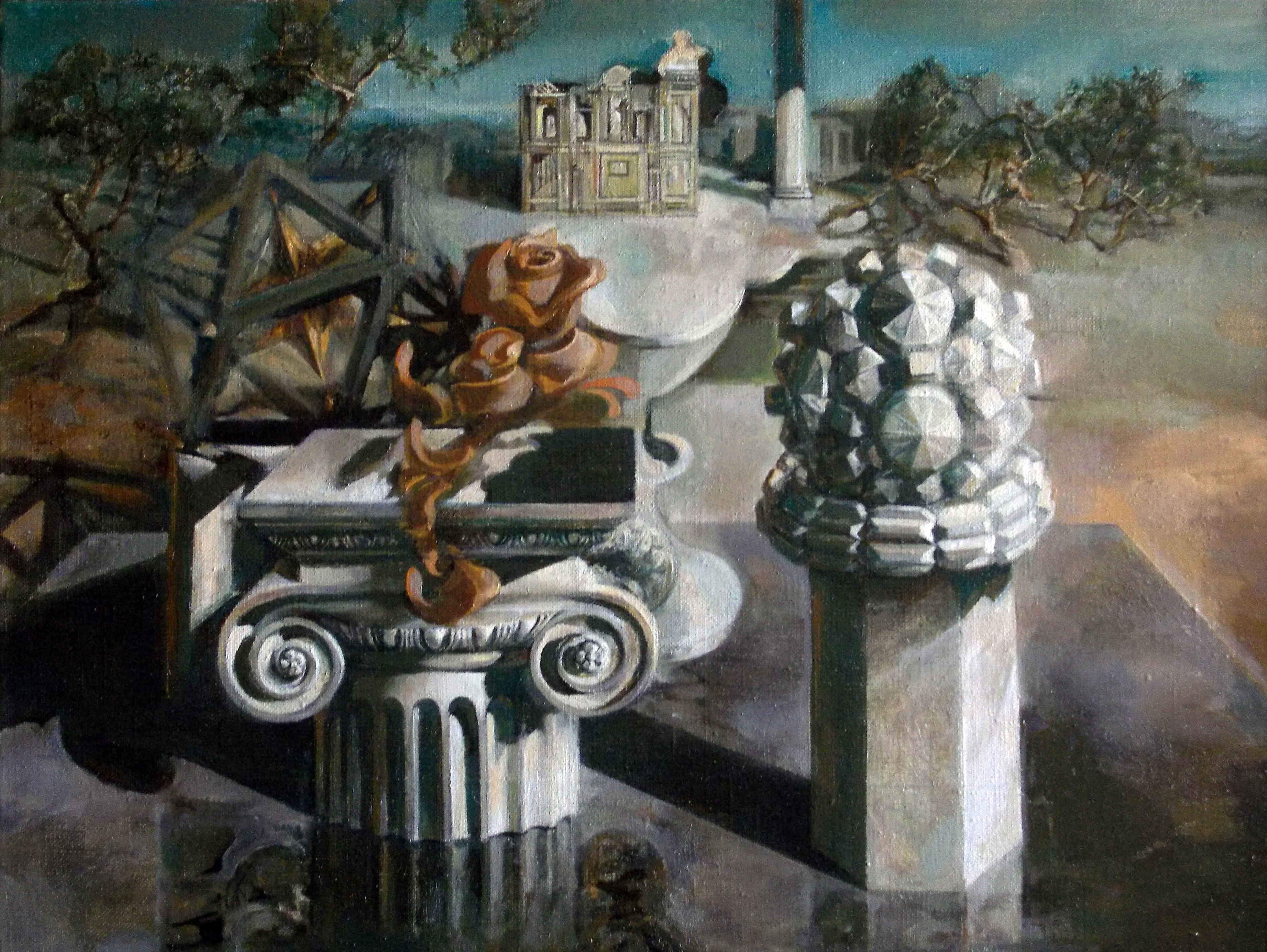
Осенние иллюзии. Холст, масло, 40х50. 2013 г.
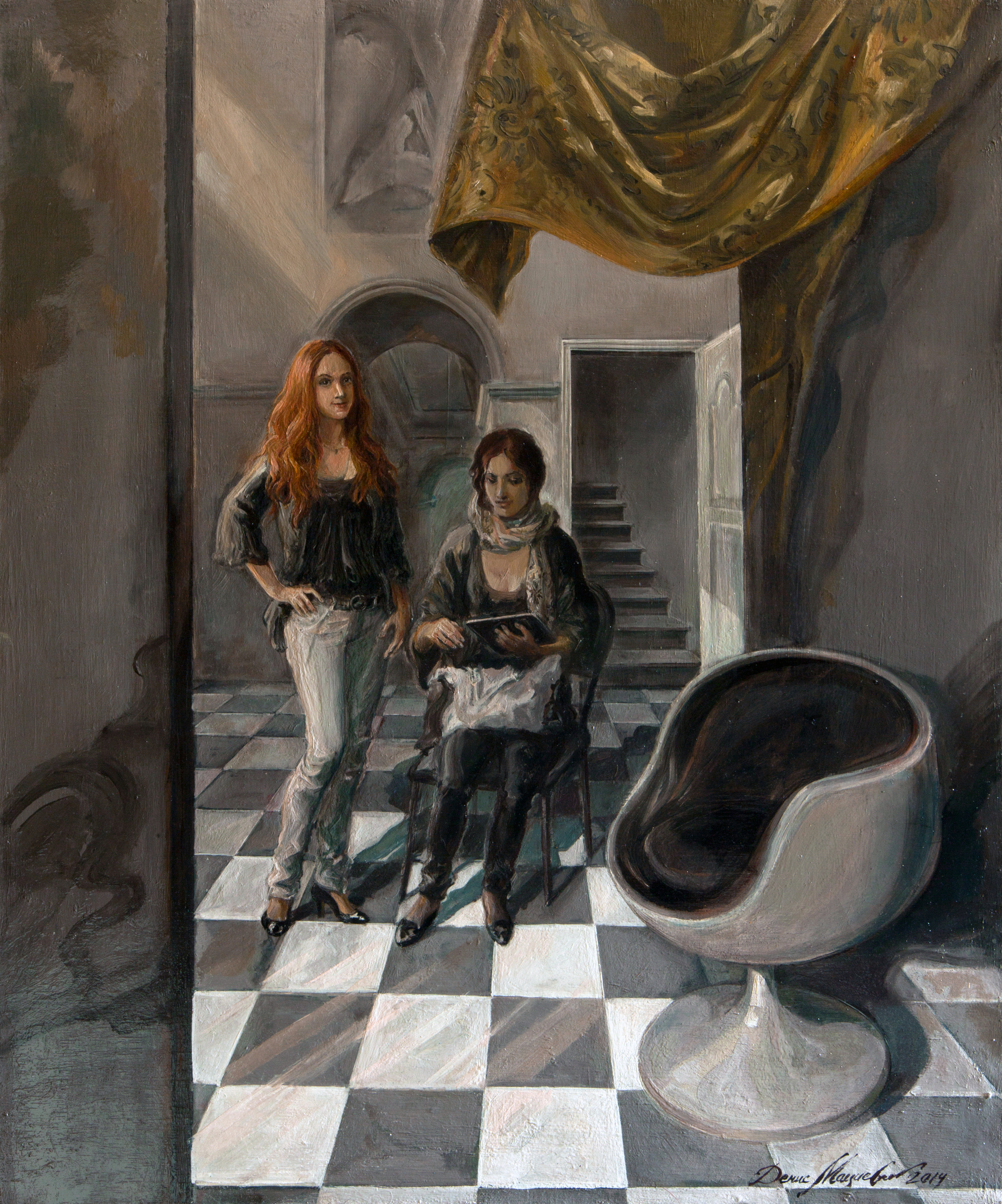
Электронное письмо, 60x50, холст, масло, 2014 г.
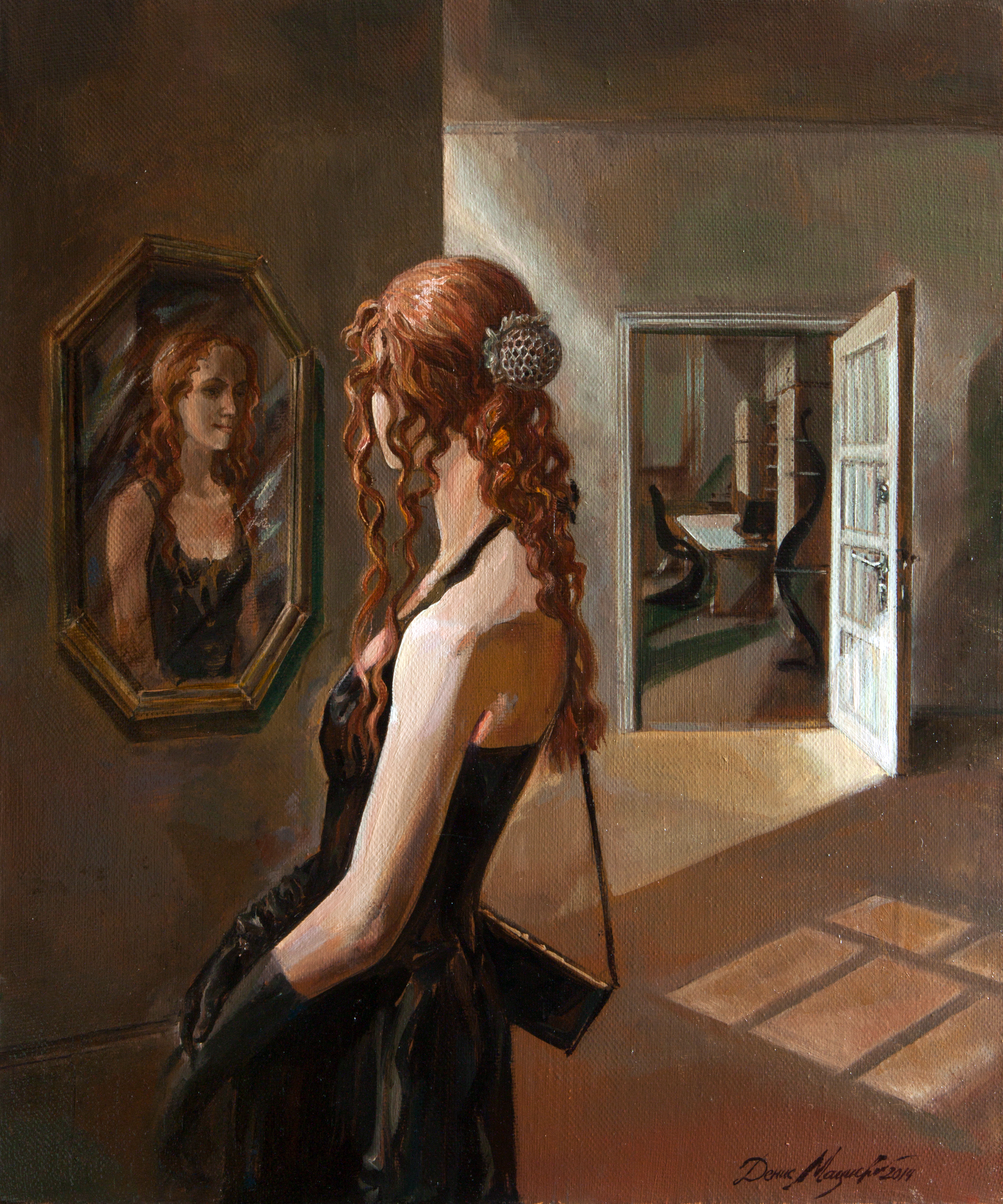
Отражение, 60x50, холст, масло, 2014 г.
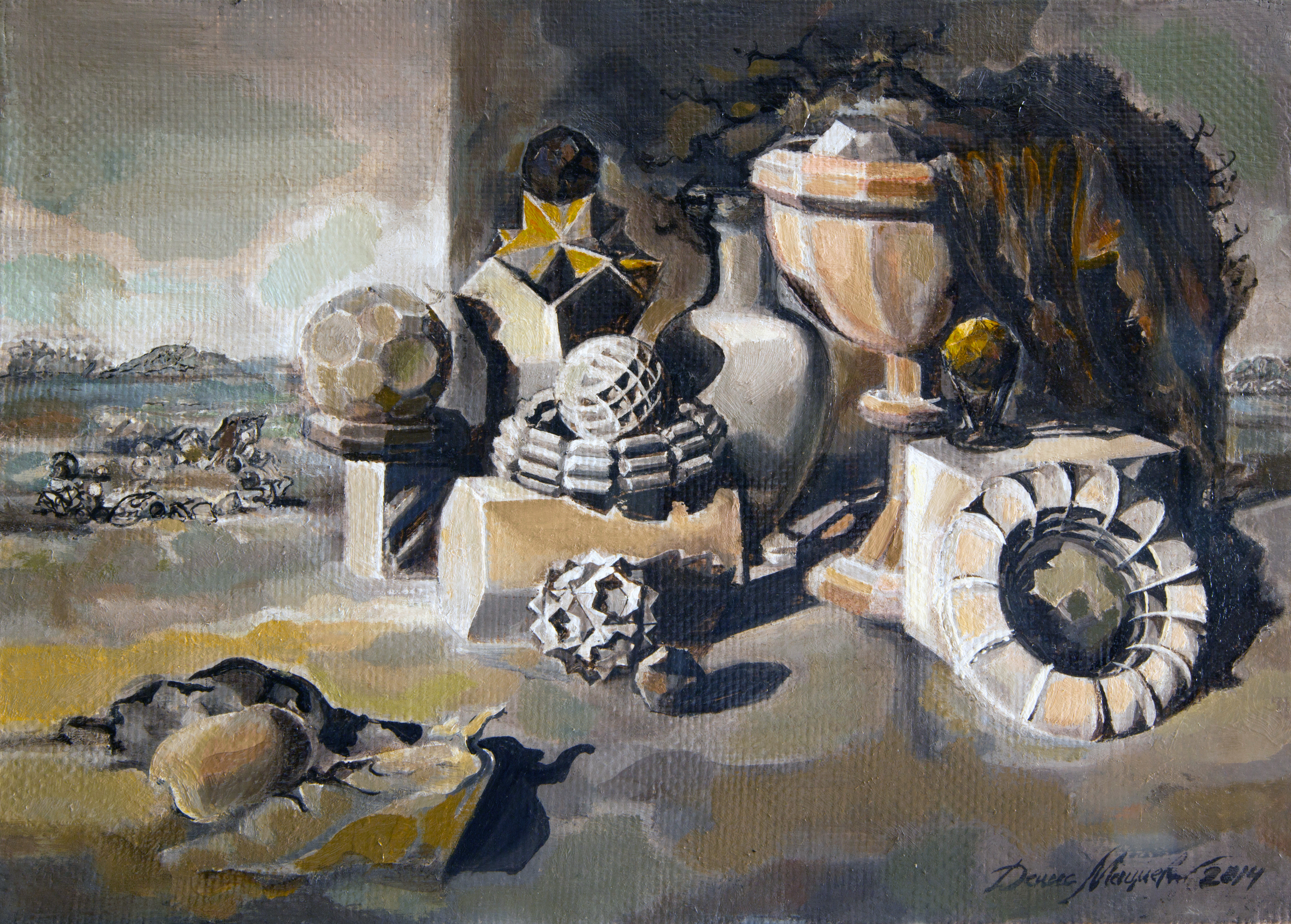
Фантастический пейзаж, 25x35, холст, масло, 2014 г.
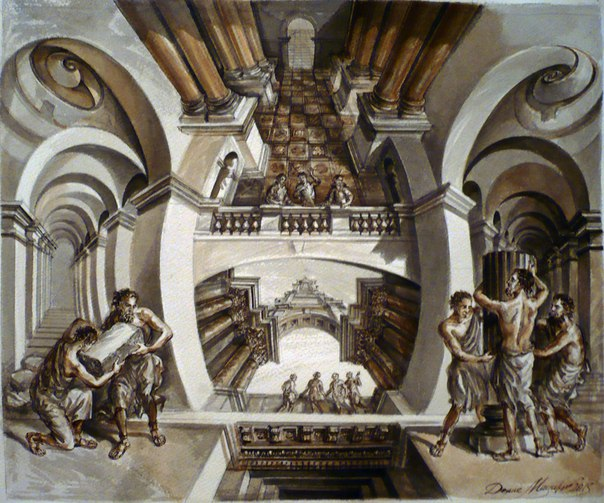
Необходимость основания. Чёрная тушь, сепия, перо и размывка кистью, 31,5x38, 2015 г.